# Goiás
Goiás je brazilský spolkový stát, jenž se nachází na Středozápadním regionu Brazílie. Jeho hlavní město se jmenuje Goiânia.

## Geografie
Goiás hraničí (od západu ve směru hodinových ručiček) s brazilskými spolkovými státy Mato Grosso, Tocantins, Bahia, Minas Gerais a Mato Grosso do Sul. Na jihovýchodě státu Goiás se nachází (coby enkláva) Distrito Federal do Brasil s hlavním městem Brazílie Brasília.
Hlavní město spolkového státu Goiás Goiânia má přibližně 1,4 miliónu obyvatel. Bylo založeno v roce 1933 náhradou za původní hlavní město státu Goiás Goiás Velho, které je dnes málo významným městem. Další významnější města státu jsou Aparecida de Goiânia, Anápolis, Luziânia či Rio Verde.
Nejvyšším bodem státu Goiás je 1691 metrů vysoký Chapada dos Veadeiros. Nejvýznamnější řeky jsou Paranaíba, Aporé, Rio Araguaia, São Marcos, Corumbá, Claro, Paranã, Maranhão.

### Města

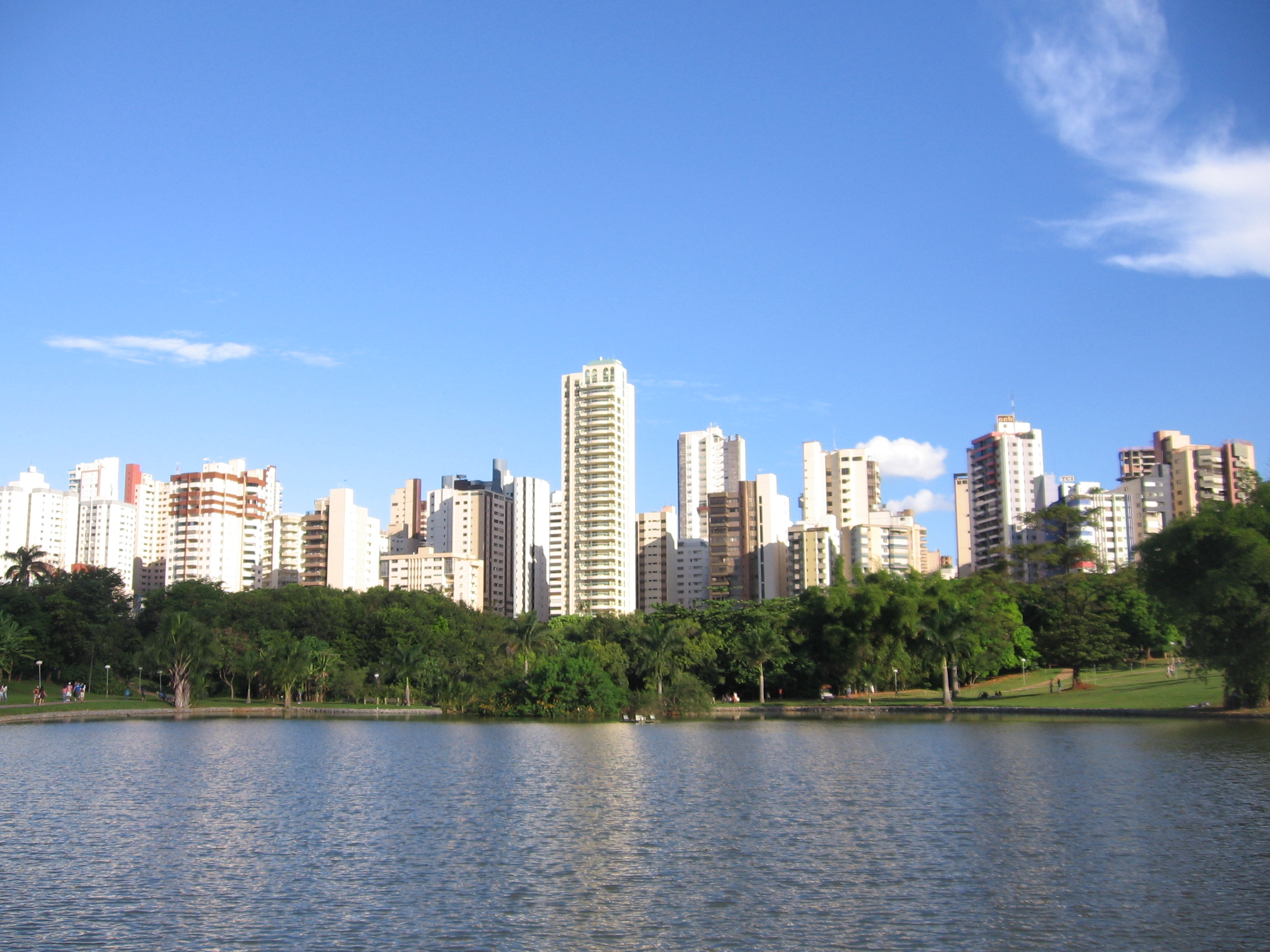
Hlavní město Goiânia

Největší města brazilského státu Goiás, počet obyvatel k 1. červenci 2004:
- Goiânia – 1 220 412
- Aparecida de Goiânia – 453 104
- Anápolis – 318 818
- Luziânia – 187 262
- Águas Lindas de Goiás – 168 919
- Rio Verde – 136 229
- Valparaíso de Goiás – 123 921
- Trindade (Goiás) – 102 430
- Planaltina - 98 441
- Novo Gama – 96 442
- Formosa (Goiás) – 92 331
- Itumbiara - 84 496
- Jataí – 84 922
- Santo Antônio do Descoberto – 78 995
- Senador Canedo – 74 687
- Catalão – 71 680
- Caldas Novas – 68 508
- Goianésia – 53 317
- Goiás - 24 439 (v roce 2015)